# Nikołaj Brieszko-Brieszkowski
Nikołaj Nikołajewicz  Brieszko-Brieszkowski, ros. Николай Николаевич Брешко-Брешковский (ur. 20 lutego 1874 w Sankt Petersburgu, zm. 23/24 sierpnia 1943 r. w Berlinie) – rosyjski pisarz i publicysta, biały emigrant, pracownik hitlerowskiego Ministerstwa Propagandy i Oświecenia Publicznego podczas II wojny światowej.

## Życiorys
W 1893 r. ukończył szkołę realną w Równem, po czym zamieszkał w Sankt Petersburgu. Zaczął tam pisać pierwsze opowiadania. Zadebiutował w 1896 r. w piśmie "Żywopisnoje obozrienije". W późniejszych latach współpracował z wieloma pismami literackimi wychodzącymi w różnych miastach Rosji. W 1920 r. wyjechał do Warszawy, gdzie pracował w redakcji pisma literackiego i napisał kilka politycznych opowiadań. W 1927 r. został wydalony z Polski za krytykę przewrotu majowego 1926 r. dokonanego przez Józefa Piłsudskiego, którą przedstawił w opowiadaniu "Krowawyj maj". Zamieszkał w Paryżu, współpracując z emigracyjnymi pismami rosyjskimi (np. ilustrowanymi magazynami "Illustrirowannaja Rossija" i "Dla Was") oraz francuską prasą. Na emigracji wydał ponad 30 powieści. W okresie II wojny światowej żył w Berlinie. Został zatrudniony w Ministerstwie Propagandy i Oświecenia Publicznego Josepha Goebbelsa. Pisał artykuły do pisma "Nowoje słowo". Zginął w trakcie bombardowania miasta w nocy z 23 na 24 sierpnia 1943 r. W 1951 wszystkie jego utwory zostały wycofane z polskich bibliotek oraz objęte cenzurą.
Syn rewolucjonistki, działaczki eserowskiej Jekatieriny Brieszko-Brieszkowskiej, która pozostawiła go pod opieką brata, by zająć się wyłącznie działalnością społeczną i polityczną.